# HCAW
HCAW, voluit HonkbalClub Allen Weerbaar is een honk- en softbalvereniging uit Bussum, Noord-Holland, Nederland. De directe voorloper van de vereniging werd in 1938 opgericht als HC '38. Onder deze naam werd er tot en met 1948 deelgenomen in competitieverband bij de honkbalbond. Hierna werden de honkbalspullen overgedaan aan de voetbalvereniging Allen Weerbaar en werd van 1949-1959 als afdeling van deze vereniging deelgenomen, vanaf 1957 als weer zelfstandig geworden vereniging HCAW. In 1989 vond er een fusie plaats met de vereniging "Amstel Tijgers" en werd voor zes jaar de naam HCAW-Tijgers gevoerd. Daarna werd het achtervoegsel verwijderd. In 2013 bestond de vereniging 75 jaar, maar dit jubileum werd niet gevierd. De vereniging is een van de grootste honk- en softbalverenigingen van Nederland met teams in de hoogste landelijke klassen. Zowel de heren (honkbal) als de dames (softbal) behaalden meerdere keren zowel het Nederlands kampioenschap als het Europese kampioenschap.

## Geschiedenis

### Vroege jaren
Reeds in de jaren twintig van de twintigste eeuw wordt er in Bussum gehonkbald op sportlocaties van de gemeente. Dit gebeurt echter niet in verenigingsverband. In de archieven van de gemeente en honkbalbond is pas sprake van een officiële vereniging als de vereniging "H.C. '38", de eerste naam van de latere fusievereniging HCAW, deelneemt aan de wedstrijden van de toenmalige Nederlandse Honkbalbond in 1938. In 1942 promoveert het eerste herenteam van de derde klasse naar de tweede klasse van de bond maar daarna komt de competitie stil te vallen door de bezetting. Na de oorlog wordt er met behulp van materiaal dat door het Amerikaanse leger verschaft de sport langzamerhand weer opgepakt. Het honkbal vindt dan vanaf 1948 plaats als afdeling van de voetbalvereniging Allen Weerbaar met oud-leden van de vooroorlogse vereniging en voetballers die in de zomer in conditie willen blijven als honkballer. Ook wordt er gehonkbald op twee middelbare scholen, de ULO van het Gooiland en het Goois Lyceum. De sportdocent van het Gooiland, de honkballer Daam Hoogendijk verhuist van Amsterdam naar Bussum, wordt docent aan het Gooiland en wordt de grote initiator van de herstart van het honkbal bij AW. Men kan gebruikmaken van de velden en kleedkamers van de voetbalvereniging. Het tenue bestond in die jaren uit een rood-wit gestreept shirt en een zwarte korte broek. Na 1954 werd er een blauwe sweater en blazer en een witte honkbalbroek gedragen.

### Naoorlogse jaren en honkbal

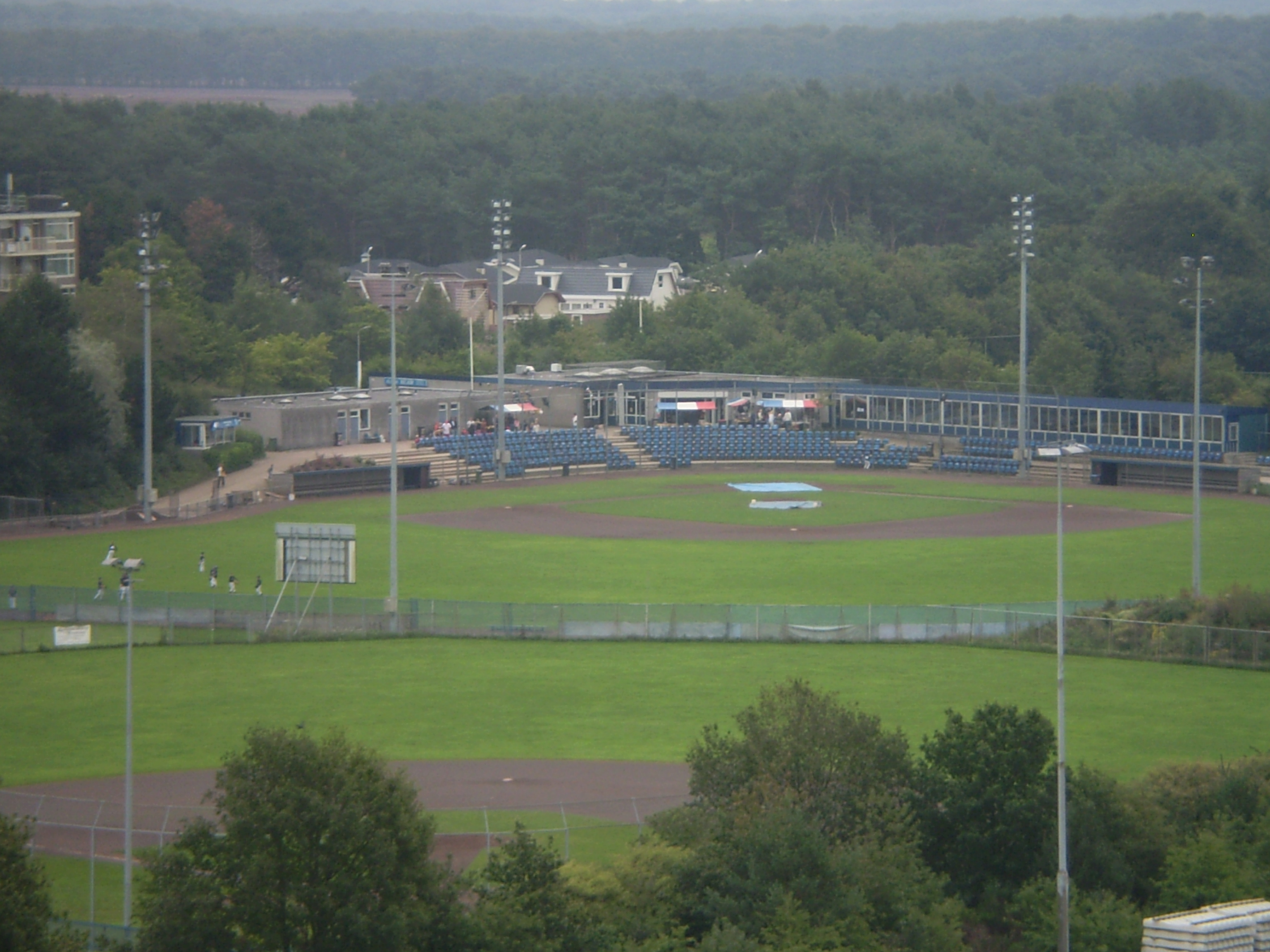
HCAW-complex met stadion gezien vanaf de watertoren te Bussum

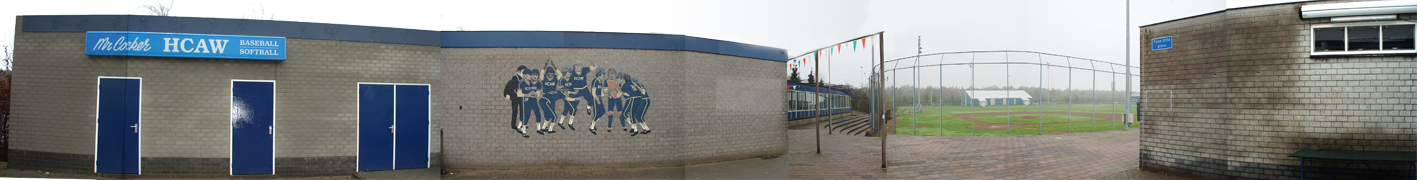
Blik op de Rob Hoffmannvallei

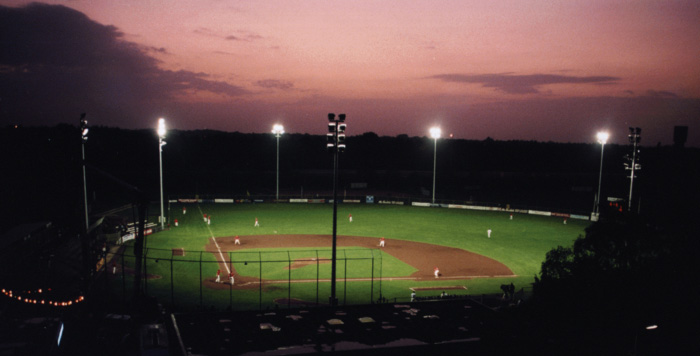
Rob Hoffmannvallei bij nacht met uitzicht op stadionhoofdveld

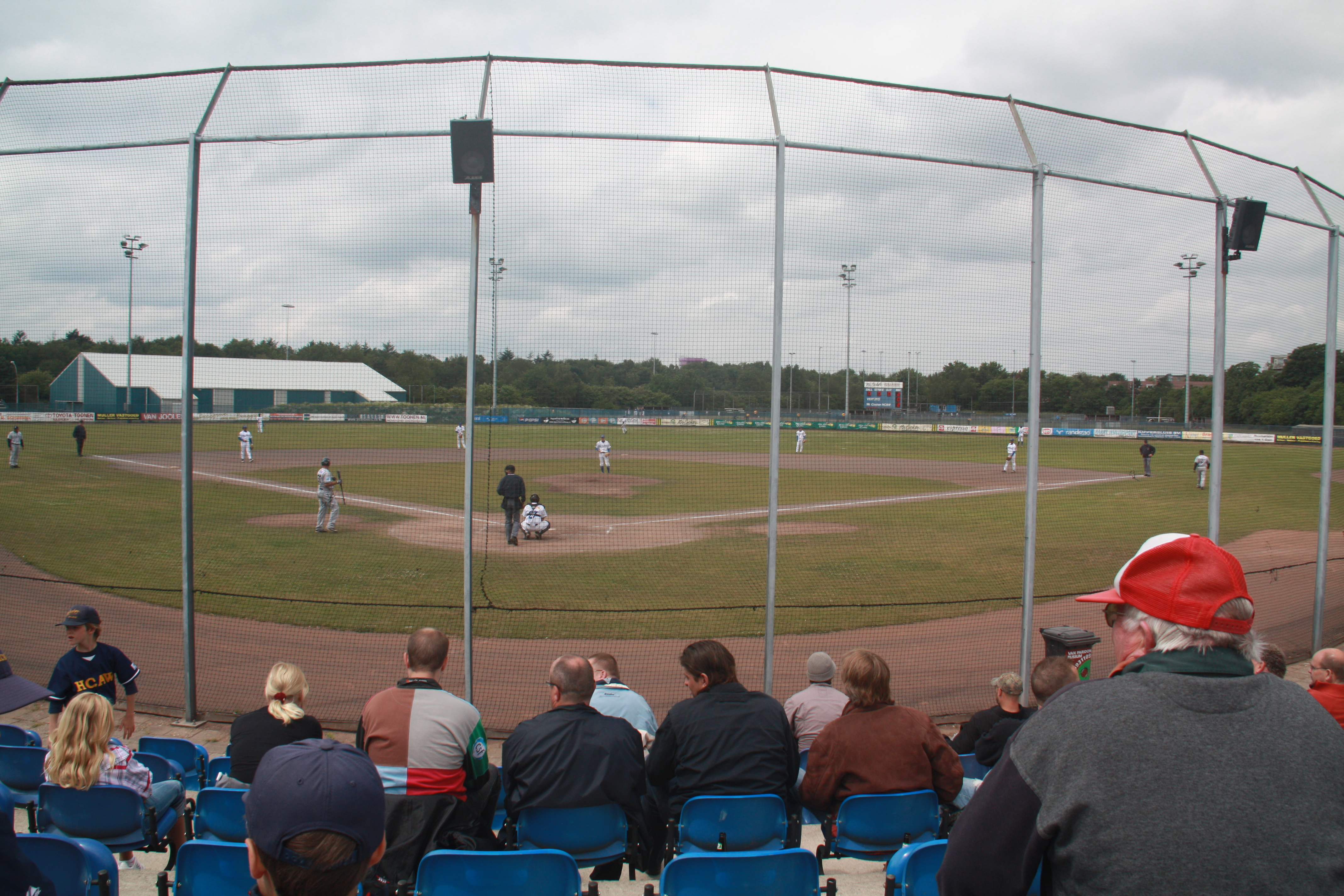
Zicht op het hoofdveld met op de achtergrond de sporthal

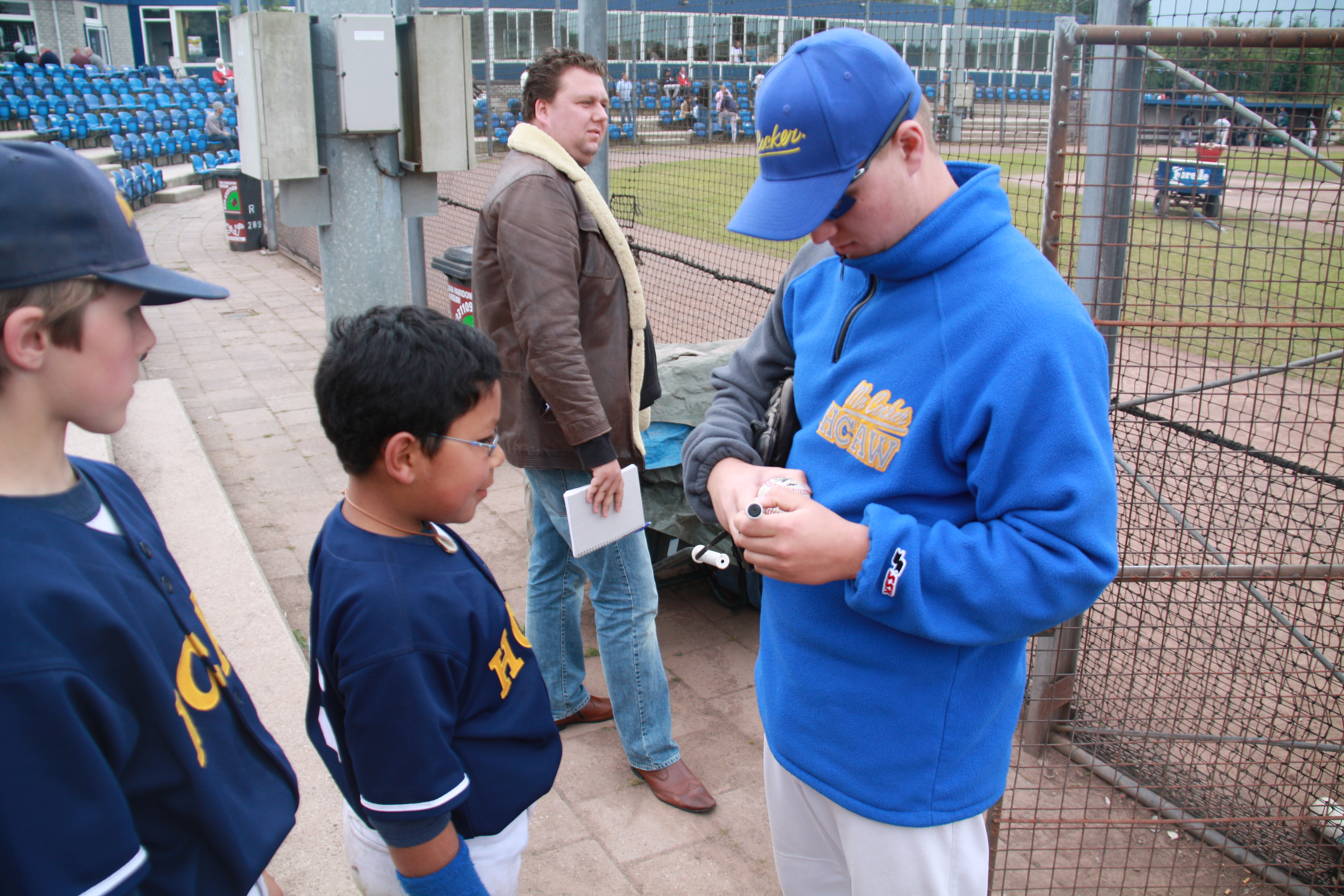
Signeersessie na afloop wedstrijd door HCAW werper en Duits international André Hughes

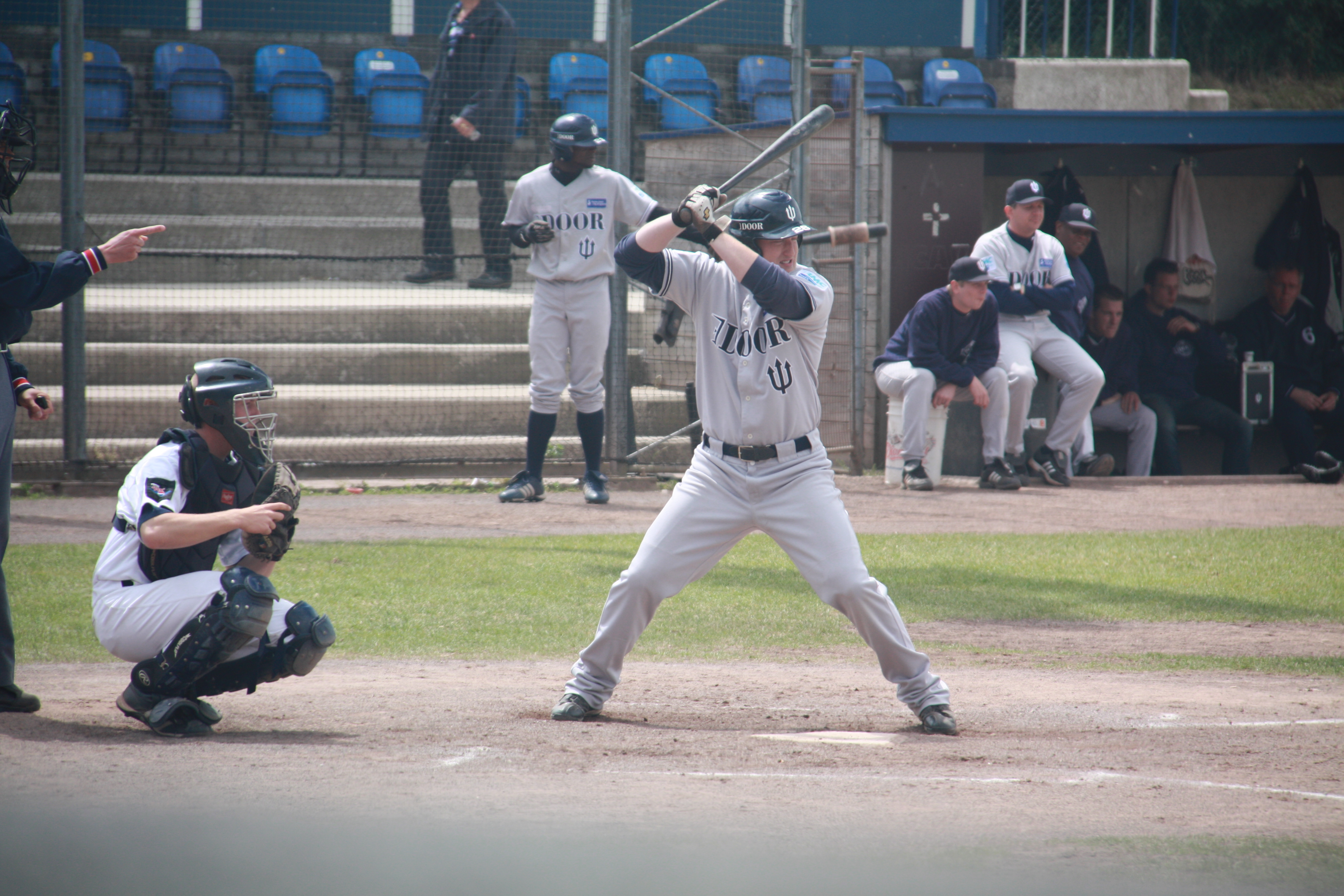
Zicht op de dug-out voor bezoekend team tijdens de wedstrijd HCAW-Neptunus op 7 juni 2009

Op 23 september 1957 komt het weer tot een aparte vereniging als de honkbalafdeling zich losmaakt van de voetbalvereniging Allen Weerbaar en onder de nieuwe naam "HCAW" op 23 september wordt ingeschreven. In 1958 krijgt de vereniging de beschikking over een nieuwe veld. Op de Abraham Kuijperlaan waar tegenwoordig de parkeerplaats van theater Het Spant ligt komt het honkbalteam uit in de derde klasse van de bond in het district Gooi-Utrecht. Aan het eind van het eerst seizoen volgt promotie. In 1966 wordt het kampioenschap van de eerste klasse behaald en volgt na een spannende promotiewedstrijdenreeks tegen de Storks uit Den Haag promotie naar de Honkbal hoofdklasse. In mei 1967 wordt, nog op het oude terrein aan de Kuyperlaan, De Kuil, een jubileumwedstrijd gespeeld ter ere van het 150-jarig bestaan van de gemeente Bussum tegen het Amsterdamse OVVO die met 1-O werd gewonnen en waarbij zeshonderd toeschouwers aanwezig waren. HCAW was niet de enige honkbalvereniging in Bussum in die dagen. Op zaterdag speelde HCAW terwijl tussen 1963 en 1968 op zondag de honkbalvereniging The Scimitars speelde. Dit was de voormalige honkbalafdeling van de voetbalclub SDO die daar in 1960 was begonnen en in 1963 een zelfstandige vereniging werd. De Scimitars speelden op het voetbaldveld van SDO met een geïmproviseerde backstop. Na de opheffing van deze club in 1968 sloten de leden hiervan zich aan bij HCAW waarvan Rob Bus, Rob Filipiak, Harry Vos alsmede de latere international Wim Hageman de hoofdmacht zouden halen. Hageman debuteerde als junior in 1969 en speelde vijf jaar in het Nederlands team van 1973-1977 waarvan hij ook aanvoerder werd. De naam zou later terugkomen in de topsportjeugdsectie bij HCAW. De vereniging zou vrijwel onafgebroken uit blijven komen op het hoogste niveau. In 1982 degradeerde het eerste herenteam uit de hoofdklasse en keerde in 1984 terug. In 1988 dreigde voor het eerste team wederom degradatie uit de hoofdklasse. Doordat de Amsterdamse vereniging "Amstel Tijgers" die ook hoofdklasse speelde in zulke ernstige financiële problemen verkeerde dat men de proflicentie van de bond wilde teruggeven, werd er besloten tot een fusie over te gaan. De hoofdsponsor van HCAW loste de schulden mee af en nam het scorebord over en door de fusie kon de vereniging in 1989 blijven uitkomen in de hoofdklasse. Ook werd het Charles Urbanus-toernooi mee in de fusie betrokken zodat dat bleef bestaan als een van de twee grootste pre-seizoen oefentoernooien. De vereniging kent behalve de hoofdmacht nog een rookie-team voor de talenten, vier herenteams senioren, twee juniorenteams, twee aspirantenteams, drie pupillenteams en drie beeballteams bij de jeugd.

### Softbal
In 1966 begint de vereniging met de afdelingssoftbal en wordt er een damesteam samengesteld. Het team doet de eerste jaren enkel ervaring op in oefenwedstrijden en toernooien. In juni 1968 wordt er voor het eerst in de Bussumse Krant melding gemaakt van een softbaltoernooi georganiseerd door HCAW. De sport is vrij nieuw en overgekomen uit de Verenigde Staten. In 1970 wordt er voor het eerst meegedaan in competitieverband met een damesteam en een jaar later met een herenteam. Later wordt dit uitgebreid met een grote jeugdafdeling voor de dames en volgen vele promoties en successen. De softbaldames weten tussen 1985 en 1997 negen maal de landstitel te veroveren en zeven maal de Europacup 1. Tevens is het team in die jaren grootleverancier van het Nederlands team en nemen diverse speelsters deel aan de Olympische Spelen van 1996. In de huidige eeuw volgt er een leegloop aan speelsters en degradeert het eerste damesteam uit de hoofdklasse. In 2011 komt het eerste damesteam uit in de eerste klasse en weet in 2014 te promoveren naar de Silver League (het tweede niveau). Tevens zijn er twee aspirantenteams en een pupillenteam voor meisjes.
Het herensoftbal is binnen de vereniging nooit tot topsport uitgegroeid - het bleef bij enkele teams die in de lagere klassen spelen of als gemengd recreantenteam.

### Locatie
Na de periode naast het Spant verhuist de vereniging in 1971 naar de huidige eigen accommodatie, de Honkbalvallei, officieel de HCAW Base- and Softballvalley in Bussum Zuid aan de Zanderijweg. Hier krijgt men de beschikking over meerdere velden en de ligging is in een oude zandafgraving waardoor een voor honkbal zeer geschikte beschutte omgeving wordt gecreëerd. In de beginjaren is er enkel een zeecontainer beschikbaar als kleedruimte en kantine, beschikbaar gesteld door een toenmalige sponsor, het bedrijf Seatrain Containers. Na vele uitbreidingen kwam de huidige locatie met kleedkamers, een eigen sporthal, clubhuis en een honkbalstadion met een capaciteit van 1000 zitplaatsen, diverse honkbal- en softbalvelden en jeugdvelden tot stand. In 2013 kreeg de vereniging de beschikking over een hoofdveld waarvan het binnengedeelte van kunstgras is.

## Erelijst

### Honkbal (heren)
Landskampioen
in 1996, 1998, 2022
KNBSB bekertoernooi
winnaar in 1998, 2004
Europees clubhonkbal
Europa Cup I (voor landskampioenen)
finalist in 2002, 2005
Europa Cup II (voor bekerwinnaars)
winnaar in 2000
finalist in 1992, 2001

### Softbal (dames)
Landskampioen
in 1985, 1987, 1988, 1990, 1991, 1992, 1993, 1995, 1997
Europa Cup I
winnaar in 1988, 1990, 1992, 1993, 1994, 195, 1998 (finalist in 1986, 1996)

## Toernooien georganiseerd door HCAW
Charles Urbanus-toernooi hoofdklasse honkbal
HCAW Pinkstertoernooi jeugd honkbal en softbal
Bertus Klaver-toernooi senioren, najaar
Jan Kort toernooi beeball

## Bekende (oud-)spelers

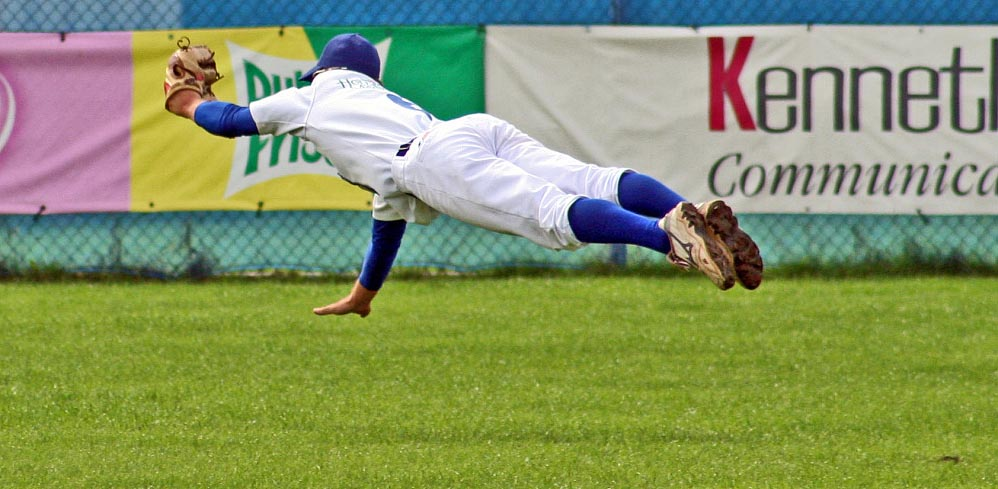
Buitenvelder Martijn Meeuwis van HCAW in een duik

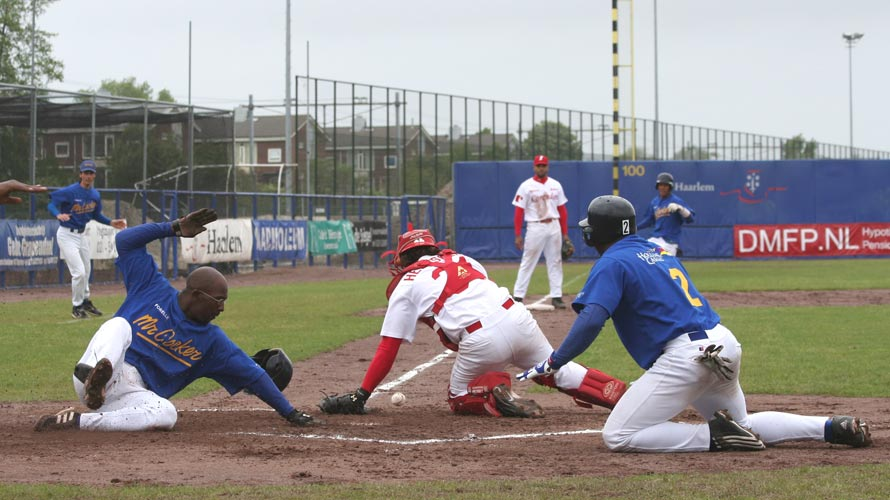
Ralph Milliard scoort tegen Kinheim

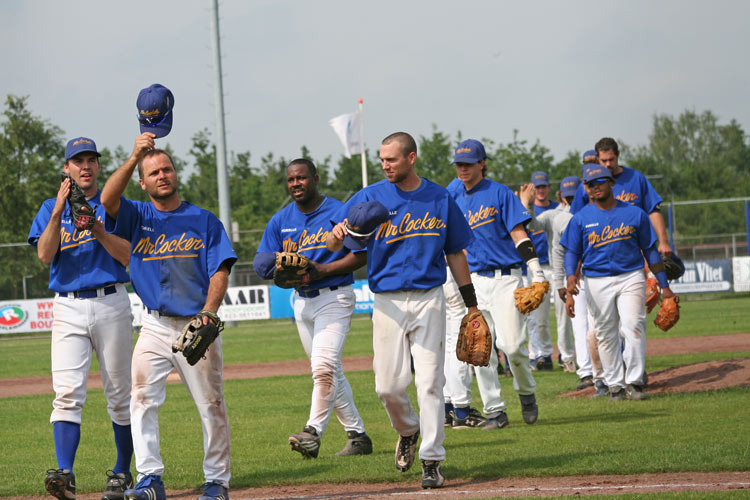
HCAW in 2007

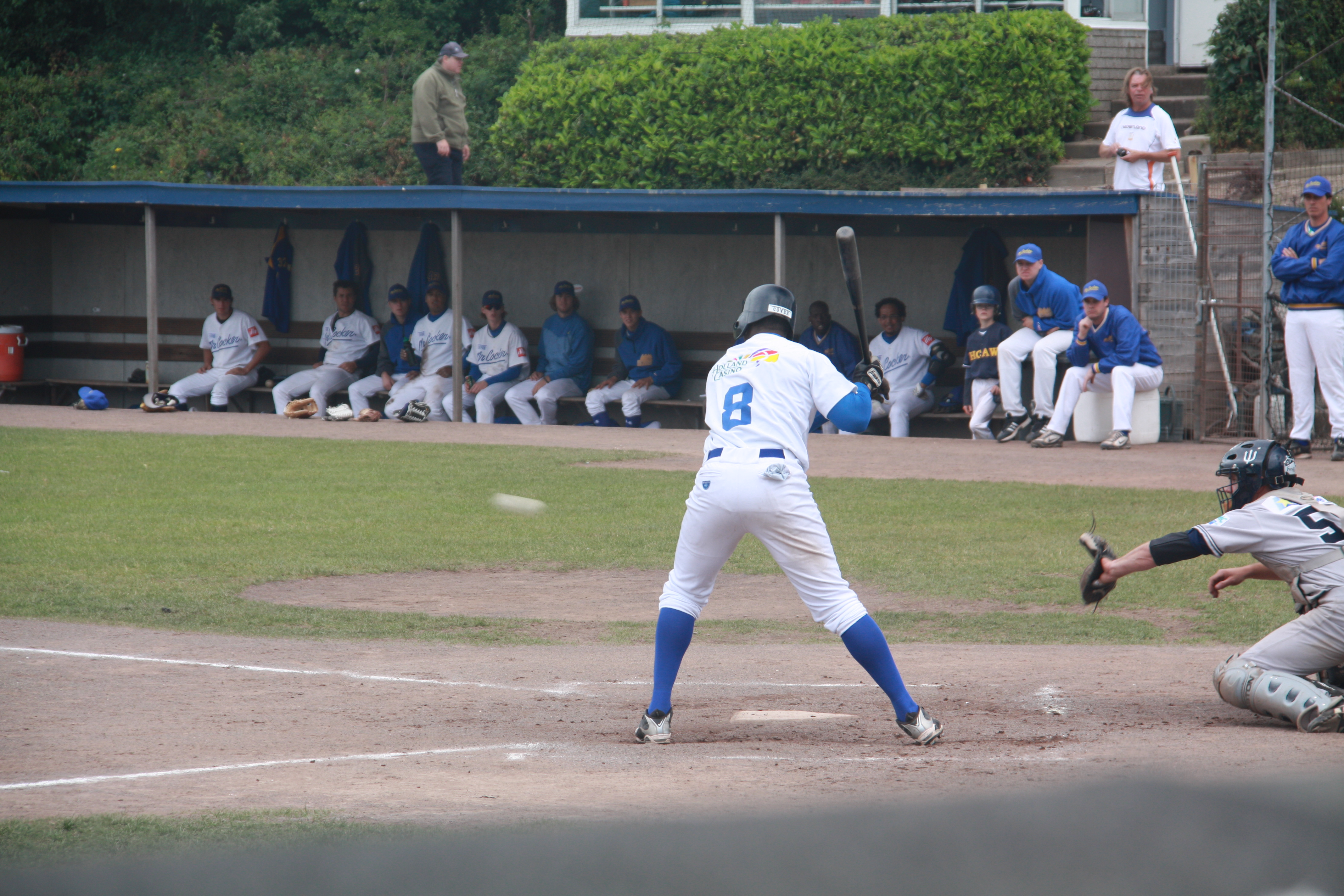
Quensley Bazoer aan slag voor HCAW

Retired numbers
Honkbal
Softbal

## Trainers honkbalselectie
2021-0000 ·  Roy Berrevoets 

2022-0000 ·  Danny Rombley

## Ereleden
Amsterdam Pirates · Curaçao Neptunus · DSS/Kinheim · HCAW · Oosterhout Twins · Hoofddorp Pioniers · RCH-Pinguins · UVV
Holland Series